# Igreja Protestante Unida da França
A Igreja Protestante Unida da França -IPUF- (em francês: Église protestante unie de France) é a maior denominação protestante da França.

## História

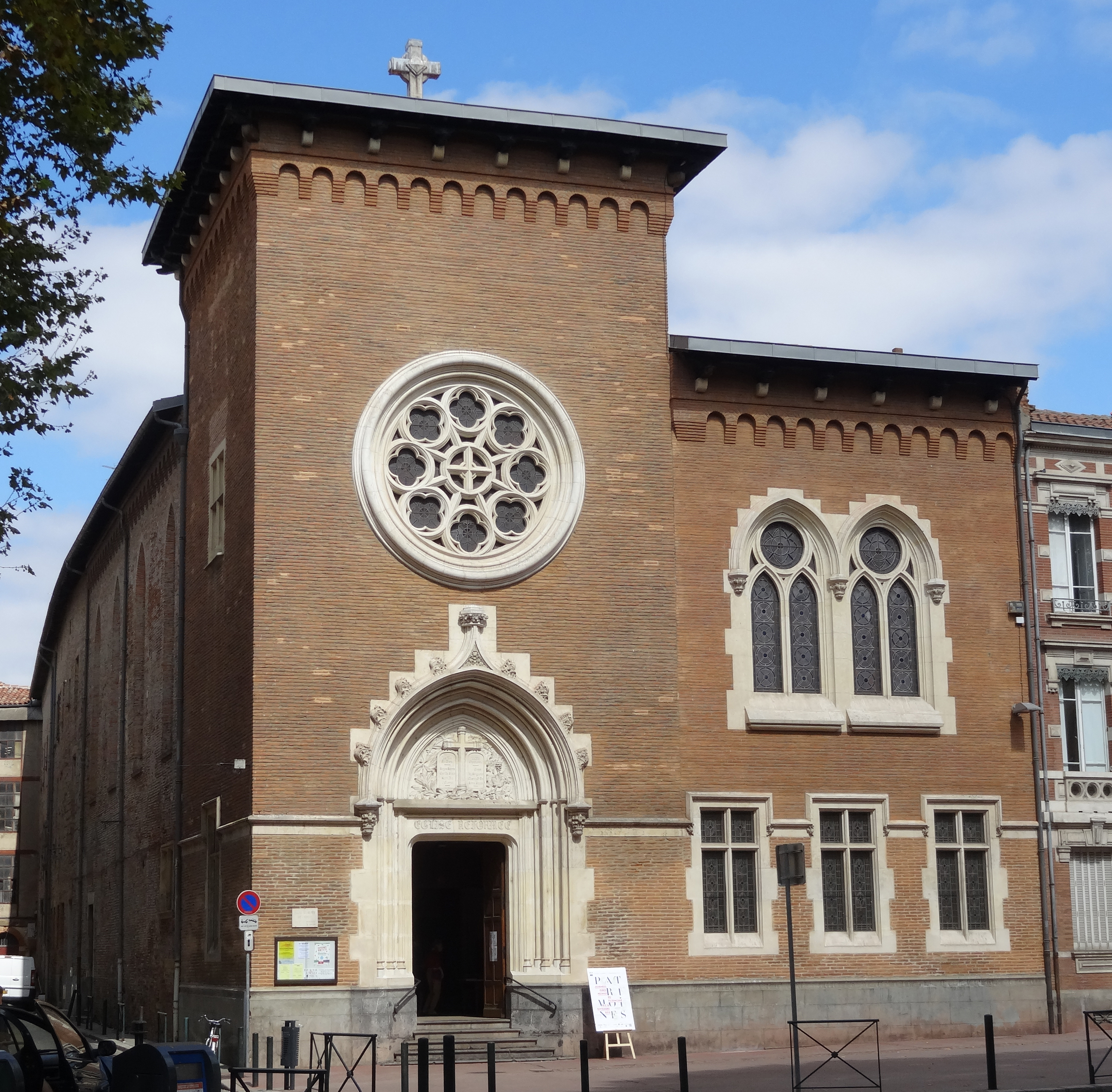
Igreja Protestante Unida de Salin, Toulouse.

Foi constituída em 2013 por meio da unificação da Igreja Reformada da França e da Igreja Evangélica Luterana da França. É ativo em todas as partes da França metropolitana, exceto na Alsácia e Mosela, onde a União das Igrejas Protestantes da Alsácia e Lorena está estabelecida.
Desde 2015, a denominação permite que seus pastores abençoem uniões entre pessoas do mesmo sexo.
De acordo com as estatísticas da denominação, em 2020, a IPUF era formada por 1.000 igrejas e 250.000 membros.

## Doutrina
Por ser uma igreja unida, suas igrejas apresentam tanto a orientação calvinista quanto luterana. 
A IPUF permite a ordenação de mulheres e as bênçãos de casamentos entre pessoas do mesmo sexo.

## Relações intereclesiásticas
É membro do Conselho Mundial de Igrejas, Comunhão Mundial das Igrejas Reformadas e da Federação Luterana Mundial.